# Podophyllum
Podophyllum es un género con seis especies de plantas herbáceas perennes perteneciente a la familia Berberidaceae, nativo del este de Asia (cinco especies) y este de  Norteamérica (una especie, P. peltatum). Son plantas que crecen en colonias derivadas de una única raíz.
Los tallos alcanzan los  30–40 cm de altura con hojas lobuladas palmeadas como paraguas de 20–40 cm de diámetro con 3-9 lóbulos profundos. Las plantas producen varios tallos desde un rizoma subterráneo; algunos tallos tienen hojas pero no producen flores o frutos, mientras que otros tallos son florales y tienen un par o más de hojas con 1 a 8 flores en las cimas axilares. Las flores son de color blanco, amarillo o rojo con 2-6 cm de diámetro y 6-9 pétalos que al madurar producen frutos carnosos de color amarillo o rojo de 2-5 cm de longitud. 
Todas las partes de la planta, exceptuando el fruto, son venenosas. El fruto, aunque no es peligroso, puede producir indigestión.

## Taxonomía

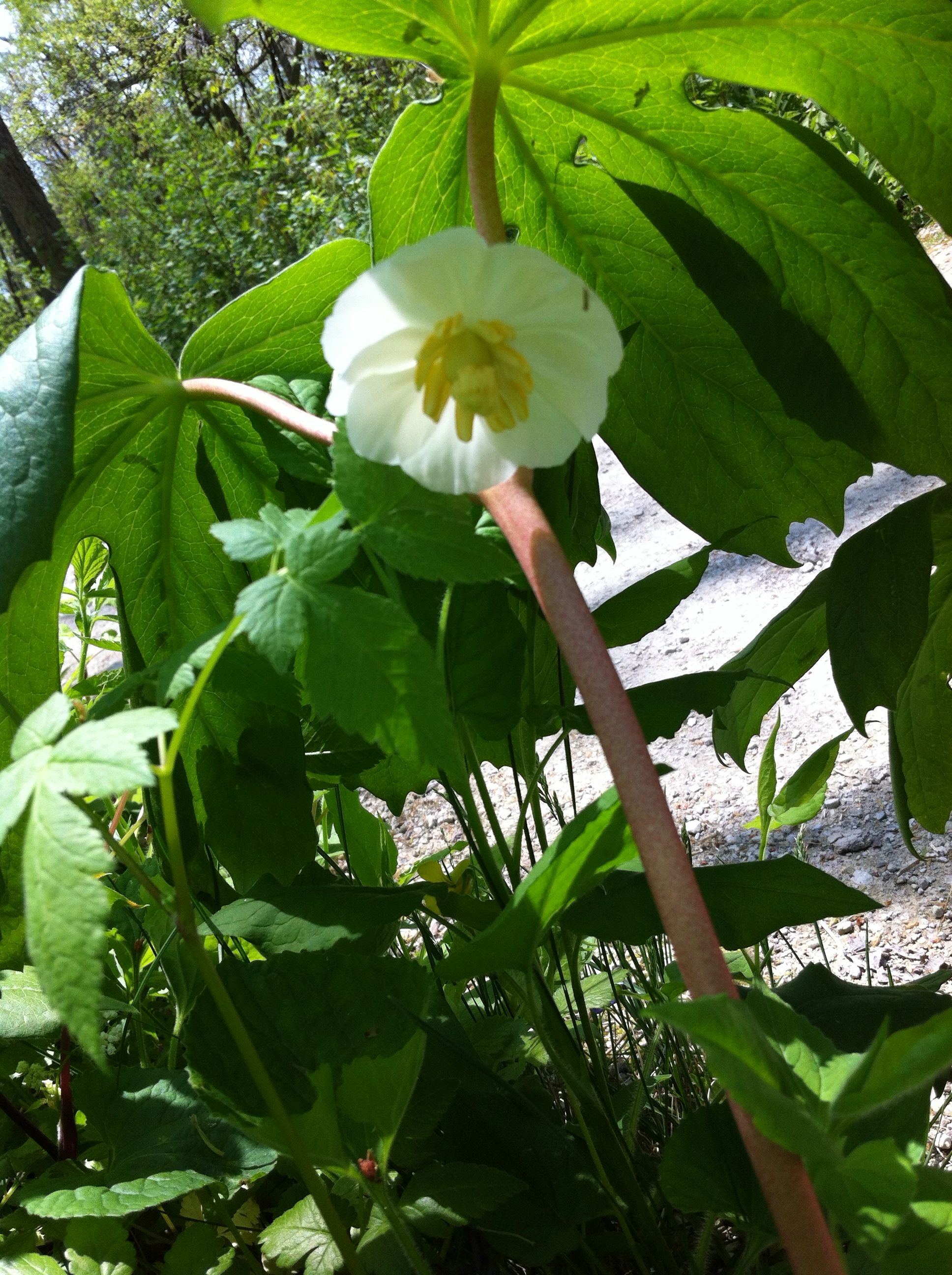
Podophyllum peltatum Mayapple, en Point Pelee.

El género fue descrito por Carlos Linneo y publicado en Species Plantarum 1: 505. 1753. La especie tipo: Podophyllum peltatum
Etimología
Podophyllum: nombre genérico que deriva de las palabras griegas: 
pous, podos que significa "pie" y phyllon (φ_λλον) que significa "hoja".

## Especies
- Podophyllum aurantiocaule.  China (Yunnan).
- Podophyllum delavayi.  China.
- Podophyllum hexandrum.  China, Himalaya.
- Podophyllum peltatum -  Norteamérica.
- Podophyllum pleianthum. China.
- Podophyllum versipelle. China, Tíbet.